# New Westminster City (circonscription britanno-colombienne)
Pour les articles homonymes, voir New Westminster (homonymie).
Circonscription électorale provinciale du Canada
New Westminster City est une ancienne circonscription provinciale de la Colombie-Britannique représentée à l'Assemblée législative de la Colombie-Britannique de 1871 à 1916.
La circonscription est l'une des douze première circonscriptions de la Colombie-Britannique.

## Géographie
La circonscription était située dans la région de la ville de New Westminster.

## Liste des députés
| Législature                        | Années               | Député               | Député                  | Parti                    |
| New Westminster City               | New Westminster City | New Westminster City | New Westminster City    | New Westminster City     |
| ---------------------------------- | -------------------- | -------------------- | ----------------------- | ------------------------ |
| 1re                                | 1871–1875            |                      | Henry Holbrook          | Indépendant              |
| 2e                                 | 1875–1878            |                      | Robert Dickinson        | Indépendant-gouvernement |
| 3e                                 | 1878–1881            |                      | Ebenezer Brown          | Gouvernement             |
| 3e                                 | 1881-1882            |                      | William James Armstrong | Indépendant              |
| 4e                                 | 1882–1882            |                      | William James Armstrong | Indépendant              |
| 4e                                 | 1882-1884            |                      | William James Armstrong | Gouvernement             |
| 4e                                 | 1884-1886            |                      | James Cunningham        | Gouvernement             |
| 5e                                 | 1886–1889            |                      | William Norman Bole     | Opposition               |
| 5e                                 | 1889-1890            |                      | Thomas Cunningham       | Gouvernement             |
| 6e                                 | 1890–1894            |                      | John Cunningham Brown   | Indépendant              |
| 7e                                 | 1894–1898            |                      | James Buckham Kennedy   | Opposition               |
| 8e                                 | 1898–1900            |                      | Alexander Henderson     | Gouvernement             |
| 9e                                 | 1900–1901            |                      | John Cunningham Brown   | Gouvernement             |
| 9e                                 | 1901–1903            |                      | Thomas Gifford          | Conservateur             |
| 10e                                | 1903–1907            |                      | Thomas Gifford          | Conservateur             |
| 11e                                | 1907–1909            |                      | Thomas Gifford          | Conservateur             |
| 12e                                | 1909–1912            |                      | Thomas Gifford          | Conservateur             |
| 13e                                | 1912–1916            |                      | Thomas Gifford          | Conservateur             |
| Circonscription de New Westminster |                      |                      |                         |                          |